# 914 TCN
914 TCN là một năm trong lịch La Mã.